# Edgefield (Carolina del Sud)
Edgefield è una città degli Stati Uniti d'America, situata nella Contea di Edgefield nello Stato della Carolina del Sud.